# Niclas Högberg
Niclas Högberg, född 2 mars 1973, är en svensk ishockeytränare. Åren 2010–2014 var han förbundskapten för Sveriges damlandslag i ishockey. Innan dess var han huvudtränare för Sveriges U18-damlandslag. Därefter har han tränat Hanhals IF och Tranås AIF Hockey i Hockeyettan.